# Rēzekne
Rēzekne (Letgaals: Rēzne, Duits, historisch: Rositten) is een stad in het oosten van Letland in de streek Letgallen op ongeveer 242 km afstand van Riga. De stad heeft ongeveer 40.000 inwoners (2005).
Rēzekne, gebouwd op zeven heuvels, is het knooppunt van belangrijke spoorlijnen, Moskou-Riga en Sint-Petersburg-Warschau.
Het is bekend dat er in de negende eeuw een Letgaalse burcht op deze plaats gestaan heeft. Het werd vernietigd in de dertiende eeuw door Duitse kruisvaarders, behorende tot de Lijflandse Orde. Zij bouwden een nieuw stenen kasteel dat fungeerde als controlepost voor de oostelijke grenzen van de Lijflandse Confederatie.
De naam Rēzekne werd voor het eerst genoemd in 1285. In 1582 kwam de stad onder Poolse controle, als deel van het Hertogdom Lijfland. Rēzekne kreeg in de 17e eeuw Maagdenburgs recht. Na de Eerste Poolse Deling kwam het met de rest van Letgallen aan het Russische keizerrijk.
Het eerste congres van de Letgallen werd in de lente van 1917, tijdens de Eerste Wereldoorlog, in Rēzekne gehouden. Na de onafhankelijkheidsverklaring van Letland in 1918 werd de stad hun culturele centrum. Rēzekne werd net als vele andere steden in Letland gedurende de Tweede Wereldoorlog zwaar getroffen door eerst de nazi's en later de Sovjetlegers. De bevolking daalde in de oorlog van 13.300 tot 5000 aan het einde van de oorlog.
Rēzekne werd na de oorlog herbouwd met nadruk op industriële ontwikkeling. Ongeveer de helft van de stadsbevolking is Russisch.
Symbool van de stad is Latgales Māra (Latgaalse Māra), een standbeeld van Leons Tomašickis, dat is gewijd aan de onafhankelijkheid van Letland. Het werd vernield door de Sovjets, maar in 1992 gereconstrueerd.